# Christopher Moody

Jolly Roger de Christopher Moody.

Christopher Moody (1694-1722) fue un pirata del siglo XVIII recordado por su política de no dejar sobrevivientes después de sus ataques.  Luego de su captura, fue ahorcado en el castillo de Cape Coast, en cabo Corso, Ghana (actualmente Cape Coast, Ghana).
Antes, Moody ya había formado parte de la tripulación de Bartholomew Roberts. Se cree que saqueó Carolina del Norte y del Sur entre 1713 y 1718.
- Datos: Q1444723